# National missile defense

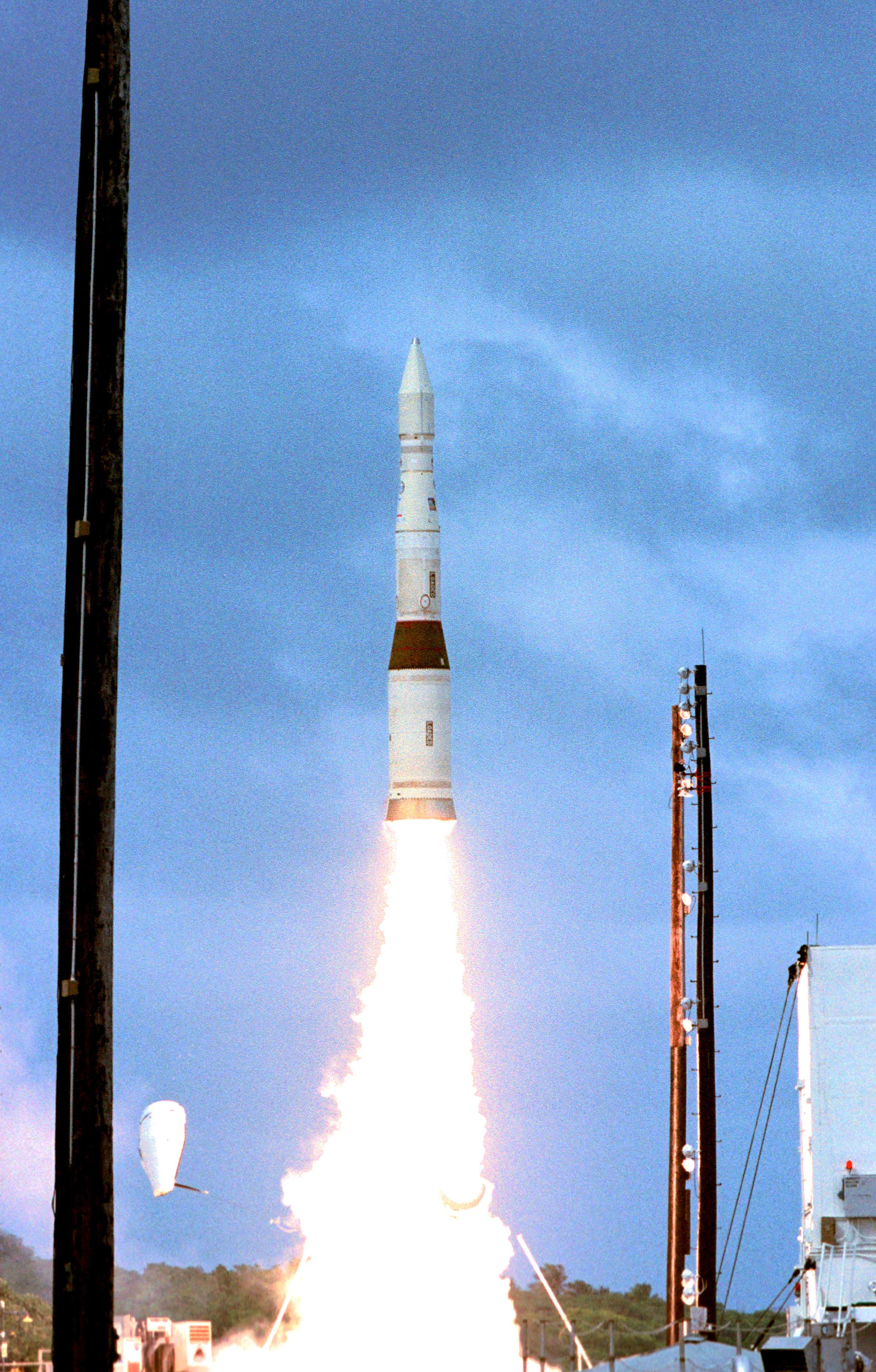
Lansarea prototipului unui interceptor exoatmosferic Ground-Based Interceptor

National Missile Defense (scurt NMD : apărare antirachetă la nivel național) este un program militar inițiat de către administrația George W. Bush. Prevede crearea unui scut antirachetă pentru a apăra Statele Unite de atacuri cu rachete balistice intercontinentale. Este urmașul programului Strategic Defense Initiative (SDI) din anii 1980.
La începutul anului 2017 erau operaționale 36 de rachete de intercepție la baza aeriană Vandenberg din California și 32 la baza Ft. Greely, Alaska. Din 2004, când au intrat în înzestrare, s-au făcut 9 exerciții de interceptare a unor atacuri simulate, din care 6 nu și-au eliminat țintele, în ciuda faptului că, în cursul testelor, condițiile erau mai puțin dificile deât ar fi în cazul unui atac real. Un studiu realizat în 2012 de Academia Națională de Științe a ajuns la concluzia că interceptoarele GMD au „deficiențe“, fiind necesară o revizie generală a interceptoarelor, senzorilor și a conceptului operațional. Până în prezent, autoritățile SUA nu luat nici o măsură de remediere, deși Pentagonul a cheltuit peste 40 de miliarde de dolari pentru înzestrarea cu acest sistem de armament care încă nu și-a dovedit eficacitatea într-un scenariu real.